# Choreoathetose
Choreoathetose is een extrapiramidale stoornis. Deze wordt gekenmerkt door choreatische (plotselinge onwillekeurige gecoördineerde, maar rukkende, bewegingen) en athetotische (onophoudelijk krampachtige onwillekeurige langzame buig- en strekbewegingen van vingers en tenen, veroorzaakt door beschadiging in het extrapiramidaal systeem) bewegingen.